# Herr Gott, dich loben wir, BWV 16

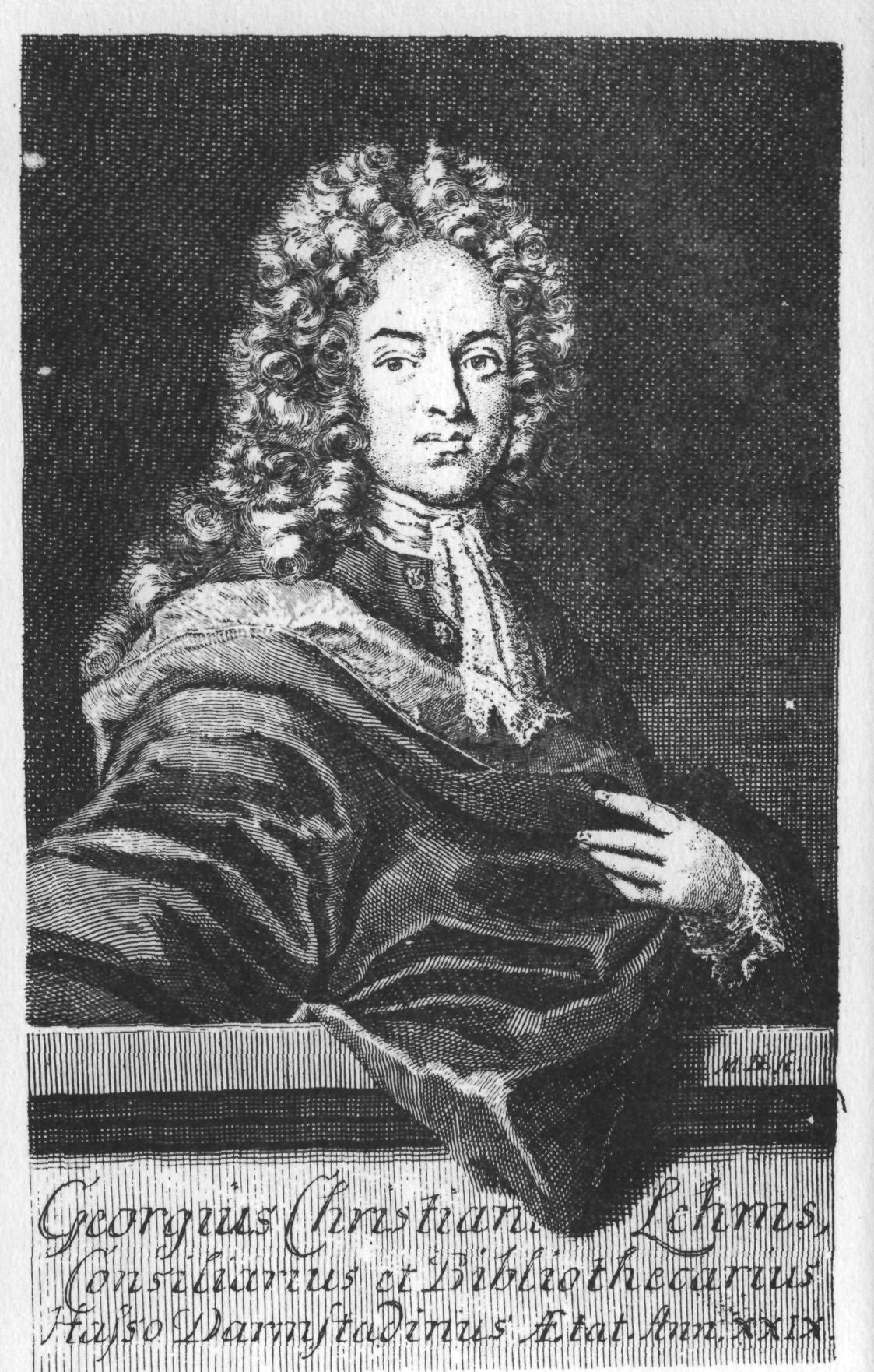
Georg Christian Lehms, autor del texto.

Herr Gott, dich loben wir, BWV 16 (Señor Dios, te alabamos) es una cantata de iglesia escrita por Johann Sebastian Bach en Leipzig para el día de Año Nuevo y estrenada el 1 de enero de 1726. El comienzo del texto está basado en "Herr Gott, dich loben wir", el Te Deum en alemán de Lutero.

## Historia
Bach compuso esta obra durante su tercer año como Thomaskantor en Leipzig para el día de Año Nuevo, que celebraba también la fiesta del bautizo y circuncisión de Jesús. La cantata fue interpretada por primera vez el 1 de enero de 1726.

## Análisis

### Texto
Las lecturas establecidas para ese día eran de la epístola a los gálatas, "por la fe que heredamos" (Gálatas 3:23-29), y del evangelio según San Lucas la circuncisión y bautizo de Jesús (Lucas 2:21).
El texto de la cantata está tomado de una publicación hecha por Georg Christian Lehms en 1711, que se centraba en la alabanza y acción de gracias sin estar relacionada con las lecturas. El poeta empezaba con cuatro versos del Te Deum en alemán de Lutero, "Herr Gott, dich loben wir" (Señor Dios, te alabamos). A continuación una pareja formada por recitativo y aria abordaba el agradecimiento por regalos pasados, mientras que la siguiente pareja recogía una oración por más bendiciones. El poeta no proporciona un coral de cierre, pero Bach escogió la estrofa final de "Helft mir Gotts Güte preisen" (Ayúdame a alabar la bondad de Dios) de Paul Eber (c. 1580).

### Instrumentación
La obra está escrita para tres solistas vocales (alto, tenor y bajo) y un coro a cuatro voces; corno da caccia, dos oboes, oboe da caccia, dos violines, viola, violetta (alternativa en una interpretación posterior) y bajo continuo.

### Estructura
Consta de seis movimientos.
1. Coro: Herr Gott, dich loben wir
2. Recitativo (bajo): So stimmen wir bei dieser frohen Zeit
3. Aria (bajo, tutti): Laßt uns jauchzen, laßt uns freuen
4. Recitativo (alto): Ach treuer Hort
5. Aria (tenor): Geliebter Jesu, du allein
6. Coral: All solch dein Güt wir preisen

En el coro de apertura la soprano y la trompa presentan la melodía litúrgica del Te Deum, mientras que las voces más graves se mueven en un vívido contrapunto, incluyendo una cuarta voz interpretada por el primer oboe y el primer violín. El siguiente recitativo secco concluye con las palabras "O, sollte darum nicht ein neues Lied erklingen und wir in heißer Liebe singen?" (¿No debe entonces sonar un nuevo canto y nosotros entonarlo con cálido amor?). En consecuencia el siguiente movimiento empieza con las voces attacca (sin descanso) "Laßt uns jauchzen, laßt uns freuen" (Celebremos, alegrémonos). Este inusual movimiento combina elementos de coro y aria en una forma da capo libre. La primera sección está dominada por el coro y la sección intermedia por el bajo. El musicólogo Julian Mincham señala que es "una combinación inusual e imaginativa de aria y coro" y lo compara con la interacción entre un pastor y su rebaño. Un segundo recitativo secco conduce a una tierna aria que iba acompañada por un oboe da caccia obbligato en 1726. En una interpretación posterior, probablemente en 1734, este fue sustituido por una "violetta", que puede ser una viola o una viola da gamba discanto, conforme a Johann Gottfried Walther. La cantata concluye con un coral a cuatro voces.

## Discografía selecta
De esta pieza se han realizado una serie de grabaciones entre las que destacan las siguientes.
- 1972 – J.S. Bach: Das Kantatenwerk Vol. 1. Gustav Leonhardt, Tölzer Knabenchor, King's College Choir, Leonhardt Consort, Paul Esswood, Marius van Altena, Max van Egmond (Teldec)
- 1981 – Die Bach Kantate Vol. 20. Helmuth Rilling, Gächinger Kantorei, Bach-Collegium Stuttgart, Gabriele Schreckenbach, Peter Schreier, Philippe Huttenlocher (Hänssler)
- 1999 – Bach Edition Vol. 4: Cantatas Vol. 1. Pieter Jan Leusink, Holland Boys Choir, Netherlands Bach Collegium, Sytse Buwalda, Nico van der Meel, Bas Ramselaar (Brilliant Classics)
- 2000 – Bach Cantatas Vol. 17. John Eliot Gardiner, Monteverdi Choir, English Baroque Soloists, Charles Humphries, James Gilchrist, Peter Harvey (Soli Deo Gloria)
- 2001 – J.S. Bach: Complete Cantatas Vol. 16. Ton Koopman, Amsterdam Baroque Orchestra & Choir, Bogna Bartosz, Paul Agnew, Klaus Mertens (Antoine Marchand)
- 2006 – J.S. Bach: Cantatas for the Complete Liturgical Year Vol. 4: BWV 16, 65, 153, 154. Sigiswald Kuijken, La Petite Bande, Elisabeth Hermans, Petra Noskaiová, Jan Kobow, Jan van der Crabben (Accent)
- 2008 – J.S. Bach: Cantatas Vol. 42. Masaaki Suzuki, Bach Collegium Japan, Robin Blaze, Gerd Türk, Peter Kooy (BIS)